# Заатар

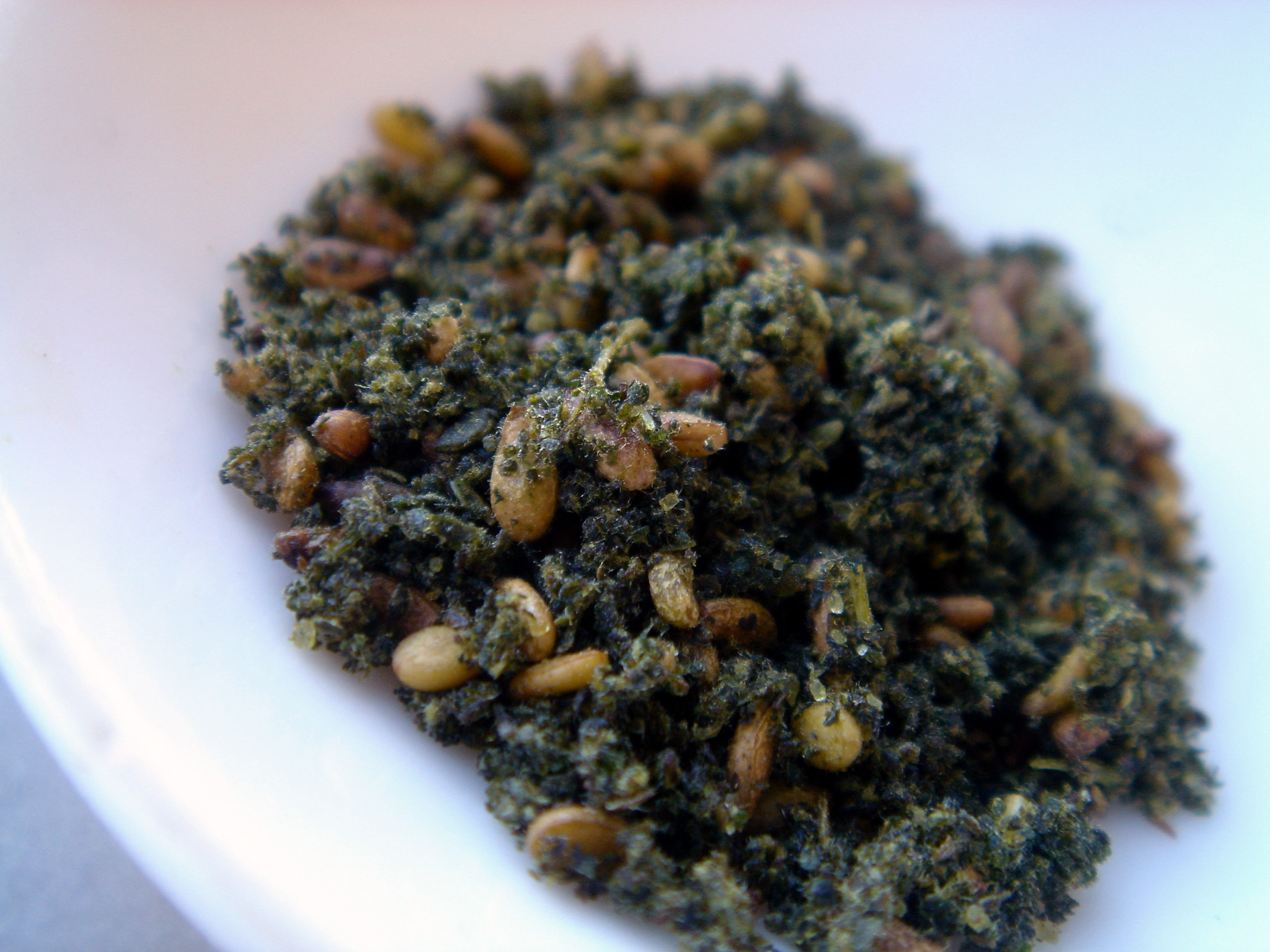
Изображение заатара крупным планом: смесь трав, кунжута и соли

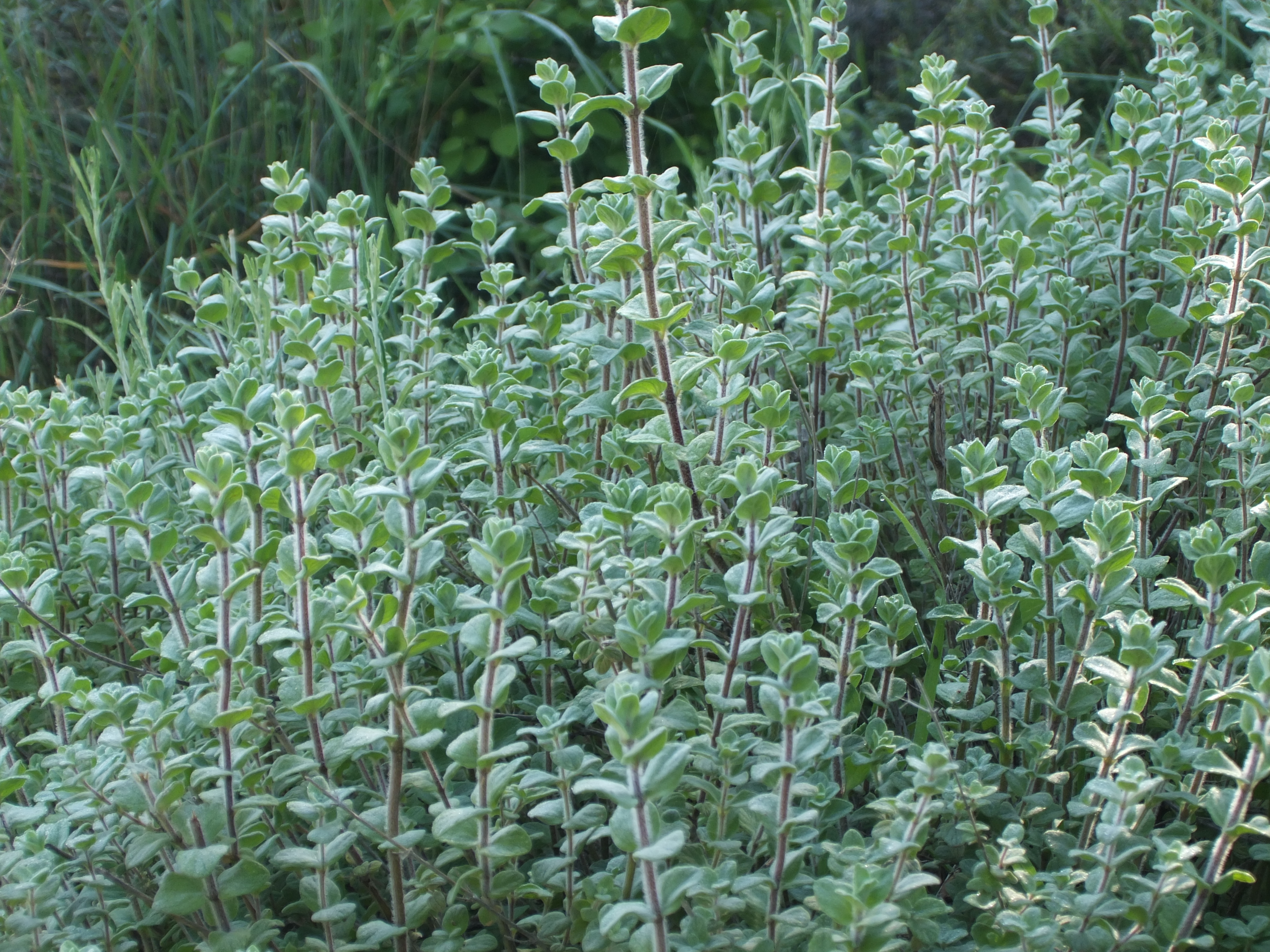
Origanum syriacum весной

Заатар (захатар, сатар, затар, затр) (араб. زَعْتَر‎, zaʕtar) — общее название нескольких родственных ближневосточных трав из рода душица, тимьян и чабер семейства Яснотковых.
Название заатар наиболее точно применять к сирийской душице. По распространённому мнению, это растение упоминается в Библии под названием эзов (ивр. אזב‎). Тем же словом называют приправу, сделанную из высушенных трав, смешанных с семенами кунжута и сумахом, а также с солью и другими специями. Используется в арабской кухне и популярен во всем Ближнем Востоке.

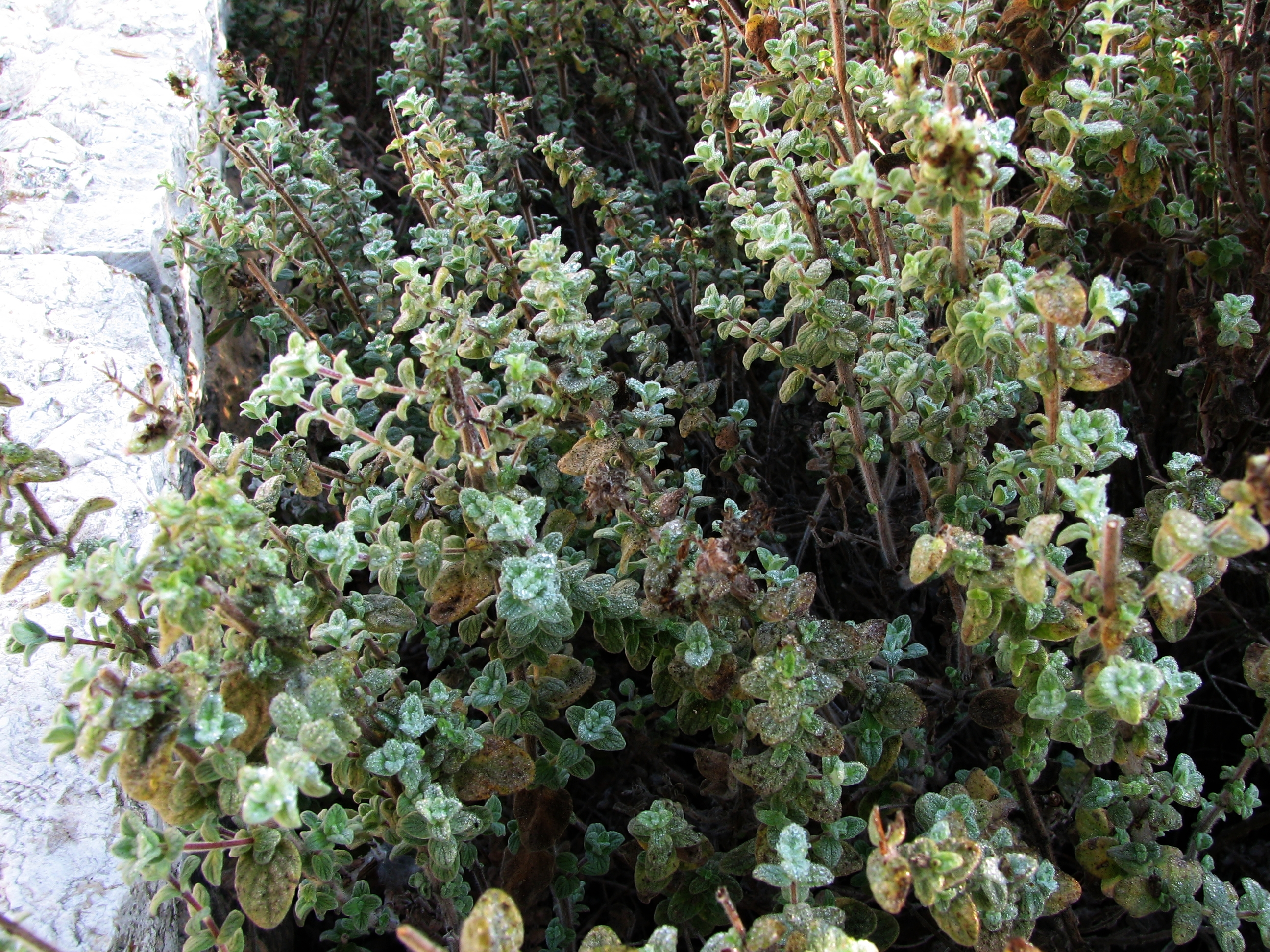
Кустарник заатара в Иерусалиме

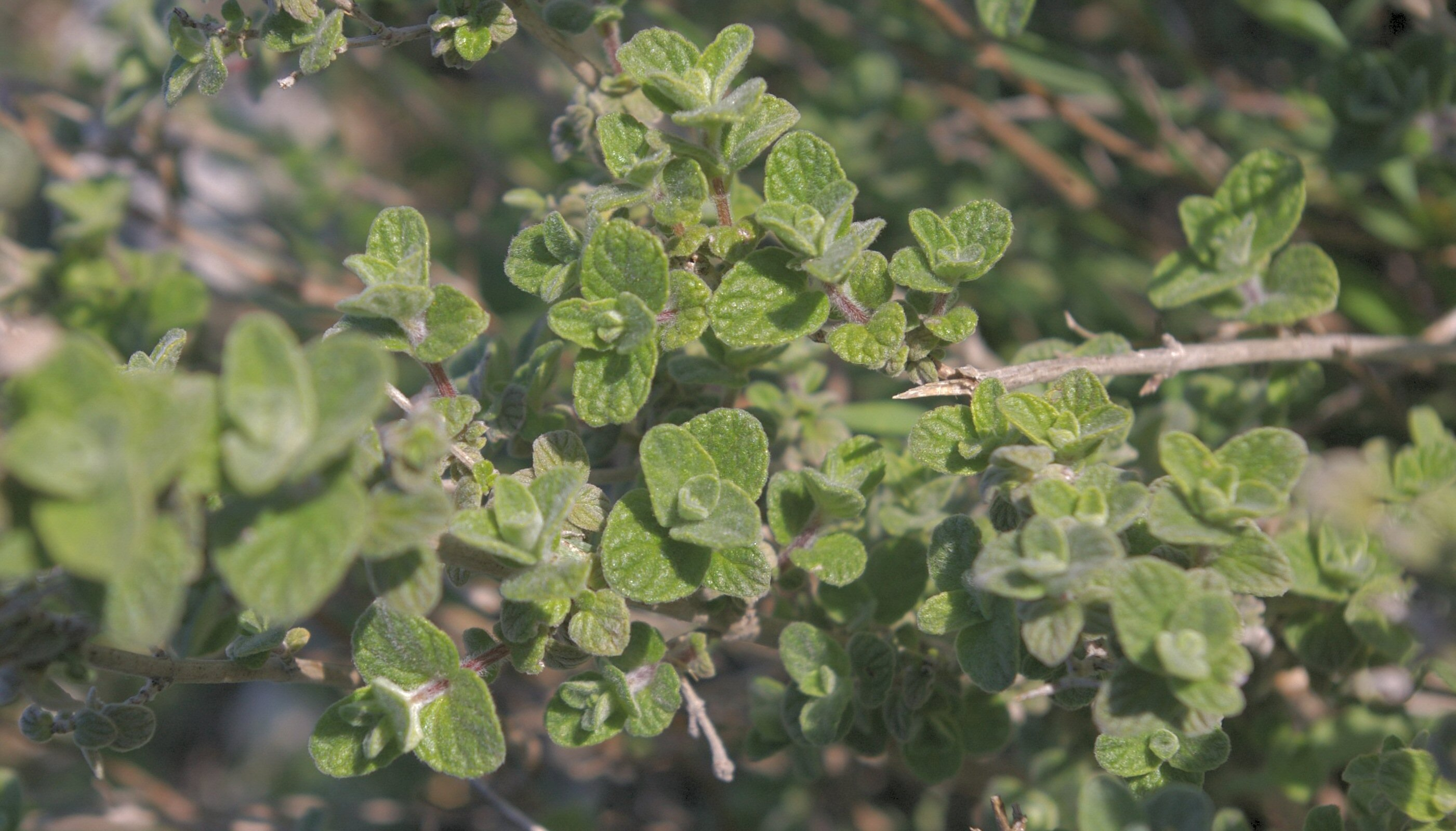
Origanum syriacum